# Santo contra los hombres infernales
Série
Santo contre l'esprit du mal
(1961) Santo contra los zombis
(1961)
Pour plus de détails, voir Fiche technique et Distribution.
Santo contra los hombres infernales (trad. litt. : « Santo contre les hommes infernaux ») est un film de Joselito Rodríguez tourné en 1958 à Cuba, en coproduction avec le Mexique, et sorti en 1961.
Il s'agit du deuxième film où apparait El Santo, el enmascarado de plata, après Santo contra el Cerebro del Mal. Les deux films furent d'ailleurs tournés en même temps.

## Fiche technique
- Titre original : Santo contra los hombres infernales
- Titre anglais ou international : Santo vs. the Infernal Men
- Réalisation : Joselito Rodríguez
- Production : Jorge García Besné
- Pays d’origine :  Mexique
- Langue originale : espagnol
- Format : noir et blanc — 35 mm — son Mono
- Genre : action, aventure
- Durée : 74 minutes
- Dates de sortie :
  - Mexique : 18 décembre 1961

## Distribution
- El Santo : Santo
- Joaquín Cordero
- Jorge Marx
- Fernando Osés
- Gina Romand
- Enrique Zambrano